# Demetri I de Constantinoble
Demetri I de Constantinoble (en grec Δημήτριος Α') va ser Patriarca de Constantinoble de l'any 1972 al 1991.
Va néixer a Istanbul l'any 1914, i tenia de nom laic Dimitrios Papadopoulos. L'any 1931 va ser alumne de l'Escola Teològica de Halki, on es va graduar el 1937. El mateix any va ser ordenat diaca, i el 1942 sacerdot. Des de l'octubre de 1937 fins a l'agost de 1938 va ser secretari i predicador de la Santa Metròpoli d'Edessa. De l'any 1939 fins al 1945 va ser diaca i després sacerdot a Şişli, un districte d'Istanbul, i el 1945 va ser el cap de la comunitat ortodoxa de Teheran, que va organitzar i la va guiar fins al 1950, mentre donava classes de grec antic a la Universitat de Teheran. Va exercir de metropolità a diversos llocs i l'any 1972 va ser elegit patriarca de Constantinoble pel Sant Sínode.
Durant el seu mandat es va preocupar de la unitat i la cooperació de les esglésies ortodoxes, i va rebre als Primats de tots els Patriarcats Ortodoxos locals i les Esglésies Autocèfales i Autònomes, amb les va discutir temes referents a tota l'Ortodòxia. Per tal de promoure la tasca de preparació d'un Gran Sínode de l'Església Ortodoxa, va convocar tres Conferències pre-sinodals al Centre Ortodox del Patriarcat Ecumènic de Chambesy, a Ginebra.
Va tenir converses amb el papa Joan Pau II (30 de novembre de 1979), i va anunciar la creació d'una comissió teològica mixta per a l'inici d'un diàleg oficial entre l'Església Ortodoxa i la Catòlica Romana. El 7 de desembre de 1987 va fer una visita al Vaticà per tornar-li la visita a Joan Pau II.
Va morir el 2 d'octubre de 1991.